# COROT-19
COROT-19 — звезда, которая находится в созвездии Единорога на расстоянии около 2609 световых лет от нас. Вокруг звезды обращается, как минимум, одна планета.

## Характеристики
COROT-19 представляет собой звезду 14 видимой звёздной величины главной последовательности. Это жёлто-белый карлик с массой и радиусом, равными 1,21 и 1,65 солнечных соответственно. Температура поверхности составляет около 6090 кельвинов. Возраст звезды оценивается приблизительно в 5 миллиардов лет. COROT-19 получила своё наименование благодаря космическому телескопу COROT, обнаружившему у неё планету.

## Планетная система
В 2011 году группой астрономов, работающих в рамках программы COROT, было объявлено об открытии планеты COROT-19 b в данной системе. Это типичный горячий юпитер, обращающийся очень близко к родительской звезде. Полный оборот вокруг неё планета совершает почти за 4 суток. Масса и радиус планеты равны 1,14 и 1,45 юпитерианских соответственно. Открытие было совершено транзитным методом.